# La Gàn
La Gàn là một tên gọi khác của xã Bình Thạnh, huyện Tuy Phong, tỉnh Bình Thuận. Đây là một làng chài nhỏ cách thị trấn Liên Hương chừng 7–8 km tính theo đường chim bay về phía Nam của huyện Tuy Phong. La Gàn phía đông giáp bờ biển, phía nam giáp xã Chí Công (Duồng). Phía tây cách quốc lộ 1 từ 5–6 km, gồm động cát và rừng chồi thấp, dày đặc. Ngoài đánh bắt hải sản, người địa phương còn sống bằng nghề làm rẫy và vườn. Vườm La Gàn chủ yếu trồng chanh, chuối,... Mũi La Gàn nằm lấn ra ngoài biển tạo thành vòng cung nên là nơi rất thuận tiện cho ghe thuyền núp tránh bão hay chờ gió để ra khơi, nhất là về mùa đông.
Trong những năm kháng chiến chống thực dân Pháp và đế quốc Mỹ, người dân nơi đây rất kiên cường dù chịu nhiều hy sinh, mất mát. Ngày 20-2-1951, đúng ngày rằm tháng 1 năm Tân Mão, một trung đoàn lính Âu-Phi do một quan ba Pháp chỉ huy tham gia cuộc hành quân mang tên Sang et feu (Máu và lửa) đã bất ngờ đổ bộ vào làng Cát Bay  Lưu trữ ngày 18 tháng 8 năm 2008 tại Wayback Machine (thôn Đông Bình, xã Bình Thạnh, huyện Tuy Phong, tỉnh Bình Thuận). Đúng như tên gọi của cuộc hành quân Sang et feu, lính Pháp đã ra tay giết người, đốt nhà vô cùng dã man. Phần lớn nạn nhân đều là phụ nữ, trẻ em và thường dân vô tội. Cuộc thảm sát Cát Bay diễn ra vào sáng sớm, lúc hầu hết người trong làng Cát Bay đang ăn cơm sáng chuẩn bị đi làm. Cuốn Lịch sử Tuy Phong 1930-1954 do Đảng bộ huyện Tuy Phong in năm 1983 có ghi (trang 241): Với chủ trương đốt sạch, giết sạch, phá sạch, chúng đã giết hại 178 người, làm bị thương hơn 50 người, nhà nào cũng có người chết, bị thương; đốt hơn 200 nóc nhà, giết hàng trăm trâu bò. Sau đó, chúng dồn số dân còn sống sót ở các thôn Gộp và Long Thanh về Long Hương. Còn cuốn Bình Thạnh - Truyền thống cách mạng và văn hóa in năm 1996 (trang 75) nêu: "Do tinh thần triệt để bất hợp tác với giặc mà trong trận tàn sát khốc liệt này, 250 đồng bào yêu nước đã bị sát hại".
Trước đó, vào năm 1947 cũng có một trận thảm sát thật man rợ tại chùa Hội Phước Thiện cũng thuộc xã này.
Sau giải phóng 1975, La Gàn được Nhà nước phong tặng danh hiệu Anh hùng LLVT.
Nơi đây còn được biết đến với nhiều danh thắng và di tịch lịch sử như: chùa Cổ Thạch (chùa Hang), bãi đá sõi 7 màu, bã Cà Dược, đồi sa mạc, đình Bình An,....Hiện nay là một trong những điểm đến của ngành du lịch Bình Thuận.